# Platynini
Los platininos (Platynini) Es una tribu de coleópteros adéfagos de la familia Carabidae. 

## Géneros
Tiene los siguientes géneros:
- Agonum - Anchomenus - Atranus - Blackburnia - Cerabilia - Ctenognathus - Dicranoncus - Elliptoleus - Metacolpodes - Notagonum - Olisthopus - Oxypselaphus - Paranchus - Platynus - Prosphodrus - Rhadine - Sericoda - Synuchus - Tanystoma - Tetraleucus[1]